# Grallaria quitensis
A Grallaria quitensis a madarak osztályának verébalakúak (Passeriformes) rendjébe és a hangyászpittafélék (Grallariidae) családjába tartozó faj.

## Rendszerezése
A fajt René Primevère Lesson francia orvos és ornitológus írta le 1844-ben.

## Alfajai
- Grallaria quitensis alticola Todd, 1919
- Grallaria quitensis atuensis Carriker, 1933
- Grallaria quitensis quitensis Lesson, 1844[1]

## Előfordulása
Az Andokban, Ecuador, Kolumbia és Peru területén honos. Természetes élőhelyei a szubtrópusi és trópusi hegyi esőerdők, magaslati gyepek és cserjések, lápok, mocsarak és tavak környékén, valamint legelők. Állandó, nem vonuló faj.

## Megjelenése
Testhossza 18 centiméter, testtömege 62-78 gramm.

## Természetvédelmi helyzete
Elterjedési területe nagyon nagy, egyedszáma pedig stabil. A Természetvédelmi Világszövetség Vörös listáján nem fenyegetett fajként szerepel.